# René François Rohrbacher
René François Rohrbacher (Langatte, 27 settembre 1789 – Parigi, 17 gennaio 1856) è stato uno storico francese, uomo politico (eletto deputato), specialista nel campo della storia ecclesiastica.

## Biografia
Dopo aver studiato per alcuni mesi a Sarrebourg, proseguì la sua formazione classica a Phalsbourg (in Germania), che completò all'età di diciassette anni.
Insegnò per tre anni al Collegio di Phalsbourg. Iscrittosi nel 1810 al seminario di Nancy, fu ordinato sacerdote nel 1812. Nominato vice-parroco a Insming, dopo sei mesi fu trasferito a Lunéville. La sua predicazione a Flavigny, nel 1821 portò alla creazione di un gruppo missionario diocesano.
Entrato a far parte della Congregazione di San Pietro fondata da Jean-Marie e da Félicité de Lamennais, dal 1827 al 1835 fu l'assistente spirituale per gli studi filosofici e teologici dei giovani ecclesiastici che a loro volta intendevano diventare gli assistenti dei due fratelli nelle loro attività religiose.
Quando Félicité de Lamennais rifiutò di sottomettersi alla condanna pronunciata contro di lui da Roma, Rohrbacher prese le distanze da lui e divenne professore di storia della Chiesa al seminario ecclesiastico di Nancy, e fu dottore in teologia all'Università Cattolica di Lovanio.
Si ritirò a Parigi dove trascorse gli ultimi anni della sua vita.

## Opere
L'opera principale è la monumentale Histoire universelle de Église catholique, la cui prima edizione fu pubblicata a Nancy negli anni dal 1842 al 1849, seguita da una seconda edizione date alle stampe fra il 1849 ed il 1853).
Successivamente furono pubblicati gli aggiornamenti storiografici da Chantrel e da Guillaume. Scritto da un punto di vista apologetico, il lavoro ha contribuito all'eradicazione del gallicanesimo dalla Chiesa di Francia.
Fu tradotta in tedesco e parzialmente riadattata da Franz Hülskamp, Rump, e altri. Una lista più completa delle opere di Rohrbacher, è fornita da Hurter, Nomenclator Lit., III [Innsbruck, 1895], 1069-71
Dal 1845 al 1856 fu pubblicata a Milano la traduzione italiana dal titolo Storia universale della chiesa cattolica dal principio del mondo sino ai di' nostri per cura di una società di ecclesiastici, in 29 volumi. Il sacerdote padovano Pietro Balan (1840-1893) fu poi autore della Continuazione della Storia Universale della Chiesa Cattolica dell'ab. Rohrbacher che ebbe vasto successo.